# Christian Nissen
Christian Nissen (auch bekannt als Hein Mück, * 1. Mai 1893; † 21. März 1955) war ein deutscher Seemann und Sportsegler, welcher im Zweiten Weltkrieg für die Abwehr und die Spezialeinheiten der Division Brandenburg arbeitete. Nissen galt als sehr erfahrener Seemann, der mehrmals das Kap Horn umrundet hatte und zur „International guild of Cape Horniers“ gehörte. Da er auch ein sehr erfahrener Sportsegler war, geriet er in den Fokus der Abwehr. Die sogenannten “Geistersegler” waren ein Unternehmen, das direkt von Admiral Wilhelm Canaris stammte: Erfahrene Sportsegler sollten von seinen „Brandenburgern“ trainiert werden und dann den Nord- bzw. den Südatlantik ungesehen durchsegeln.

## Atlantikregatten
Nissen segelte in der Crew Ludwig Schlimbachs in der Transatlantikregatta 1935 auf Störtebecker II. Im Gefolge Schlimbachs wurde er mit dieser Regatta von der Öffentlichkeit wahrgenommen. Im Folgejahr segelte er unter Dr. Lutowski gemeinsam unter anderen mit Wolfgang Frank und Age Nissen auf der Aschanti II des Bremer Eigners Ernst Burmester die Ozean-Wettfahrt Bermuda-Cuxhaven 1936 und ersegelte den dritten Platz.

## Operation Hummer
Im Juni 1940 wurde Nissen in das Hauptquartier der Brandenburger nach Brandenburg an der Havel gerufen, um sich auf die Operation Hummer vorzubereiten und ein passendes Boot zu beschaffen, um drei Agenten der Abwehr nach Irland zu schaffen. Im Ersten Weltkrieg hatte Nissen auf dem Vollschiff Melpomene der Deutschen Marine gedient. Die Melpomene war ca. 100 Meilen (160 km) westlich des Hafens Queenstown, jetzt Cobh, County Cork, durch die Royal Navy aufgebracht worden und Nissen wurde zunächst in Templemore in Tipperary, dann in Oldcastle, County Meath, und schließlich auf der Isle of Man interniert. Nissen kannte sich sehr gut in der Irischen See aus. Er wählte die Soizic, eine luxuriöse 11-m-Yacht, die im Hafen von Brest lag. Die Yacht sah aus wie ein Thunfischfänger und hatte ursprünglich dem französischen Militärattache in Bern gehört. Die Mission war ein voller Erfolg, aber die Agenten wurden kaum zwei Stunden nach ihrem Landgang gefangen genommen.

## Operation Seemöwe
Im Spätsommer 1940 folgte Operation Seemöwe. Nissen sollte einen Saboteur der Brandenburger, Helmut Clissmann, und einen Funker der Abwehr zur irischen Südküste bringen. Das dazugehörige Boot war die Anni Braz-Bihen. Clissmann wartete im belgischen Westende, aber die Operation scheiterte letztlich aufgrund extrem schlechter Wetterbedingungen.

## Operation Weissdorn
Christian Nissen, mittlerweile Leutnant z.See, brachte 1941 zusammen mit Arndt Georg „Age“ Nissen, Paul Temme und drei weiteren Sportseglern den südafrikanischen Boxer Robey Leibbrandt mit der konfiszierten französischen Segelyacht, der Kyloe (Länge 22,10 m, benannt nach dem Ort Kyloe in Northumberland), ausgehend von St. Malo nach Südafrika und landete ihn mit einem Schlauchboot nordwestlich von Kapstadt an. Die Kyloe hatte sechs Mann Besatzung, unter ihnen war Heinrich Garbers, der später selbst solche Unternehmen durchführte. Diese sechs Mann vollbrachten eine Non-Stop-Reise über 14.400 Seemeilen, das entspricht etwa 26.700 km, welche in den Spanien gehörenden Besitzungen der Sahara endete. Von dort aus flogen die sechs Männer erst nach Rom und dann nach Berlin.